# Phalaenopsis javanica
Phalaenopsis javanica är en orkidéart som beskrevs av Johannes Jacobus Smith. Phalaenopsis javanica ingår i släktet Phalaenopsis och familjen orkidéer. Inga underarter finns listade i Catalogue of Life.

## Bildgalleri

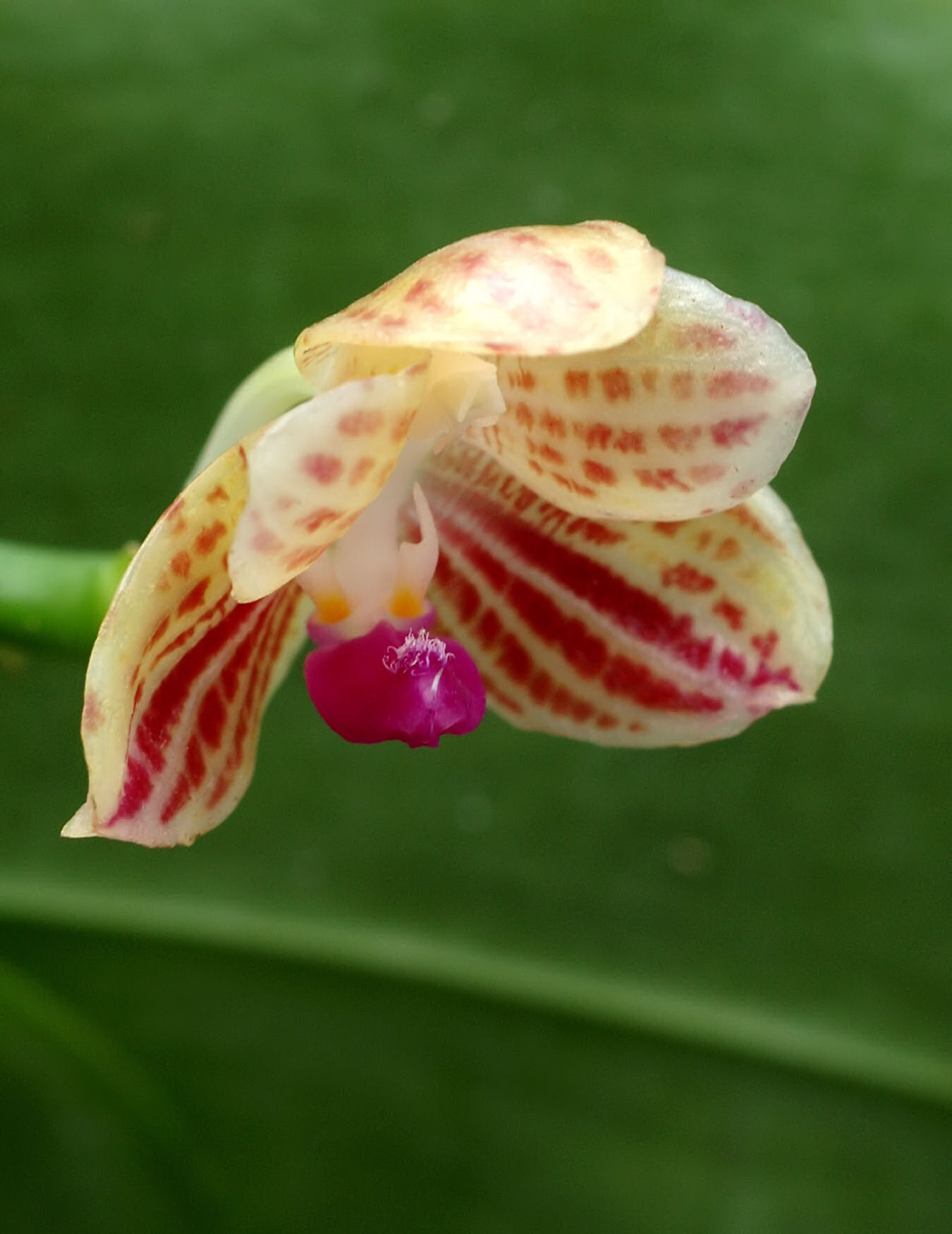